# 투르크메니스탄 요리

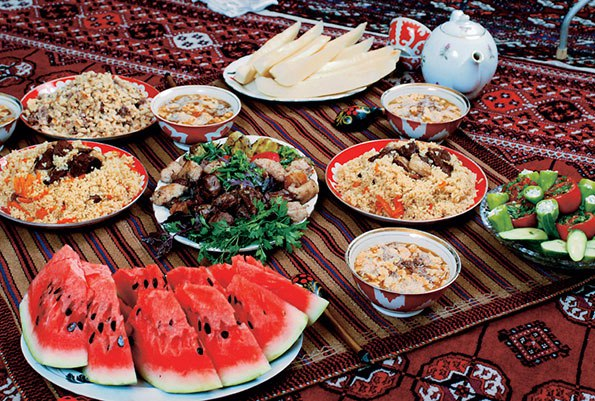
수박, 멜론, 팔라우

투르크메니스탄 요리(Turkmenistan 料理, 투르크멘어: türkmen aşhanasy 튀르크멘 아슈하나스)는 중앙아시아에 있는 투르크메니스탄의 요리이다. 다른 중앙아시아 요리와 유사하다. 팔라우는 축하 행사에서 제공되는 주식이며 일상적인 음식이다. 그것은 네덜란드 오븐과 유사한 큰 주철 가마솥에서 튀겨지는 양고기, 당근, 쌀 덩어리로 이루어져 있다. 만티는 다진 고기, 양파 또는 호박으로 채워진 만두이다. 수르파는 고기와 야채 수프이다. 솜마, 구타프, 이슐리클리를 포함하여 다양한 종류의 파이와 튀김 만두가 식당과 바자회에서 제공된다. 

## 같이 보기
- 중앙아시아 요리